# برنسيس
برنسيس (بالإنجليزية: Princess)‏ هي مغنية بريطانية، ولدت في 27 نوفمبر 1961 في لندن في المملكة المتحدة.

## وصلات خارجية
- الموقع الرسمي
- برنسيس على موقع ميوزك برينز (الإنجليزية)
- برنسيس على موقع ديسكوغز (الإنجليزية)